# Bulbul barbat gorjagroc
El bulbul barbat gorjagroc (Criniger olivaceus) és una espècie d'ocell de la família dels picnonòtids (Pycnonotidae). Es troba a Costa d'Ivori, Ghana, Guinea, Libèria i Sierra Leone. Els seus hàbitats principals són els boscos tropicals i subtropicals de frondoses humits de les terres baixes i les àrees forestals fortament degradades. El seu estat de conservació es considera vulnerable.